# Мазамы
Маза́мы (лат. Mazama) — род млекопитающих семейства оленевых (Cervidae). Обитают в лесистых местностях Центральной и Южной Америки. О том, сколько видов существует в роде мазам, среди зоологов нет полного единодушия, МСОП признаёт десять отдельных видов. Название мазамы происходит из языка науатль и означает просто «олень».

## Внешний вид
Рога у мазам неразветвлённые и состоят лишь из двух коротких отростков, из-за чего имеется некоторое внешнее сходство с дукерами, с которыми однако нет сколько-нибудь близкого родства. Величина мазам варьирует от вида к виду. Карликовый мазама, весящий около 10 кг и высота которого составляет лишь 40 см, едва ли крупнее зайца. Двое из наиболее крупных видов, красный и серый мазама, достигающие высоты 70 см и веса 25 кг, сопоставимы с косулей. Шерсть окрашена однотонно и варьирует в зависимости от вида от светло-серого до красно-коричневого цвета.

## Распространение
Мазамы мало известны и редко наблюдаются. Это следствие того, что их среда обитания малодоступная, а их шерсть хорошо маскирует их на фоне леса. При встрече с человеком они застывают на месте.

## Поведение
Об образе жизни мазам мало что известно. Они живут, по-видимому, в одиночку и сбиваются в группы лишь во время брачного периода. Их пища состоит из листьев, трав и плодов.

## Виды

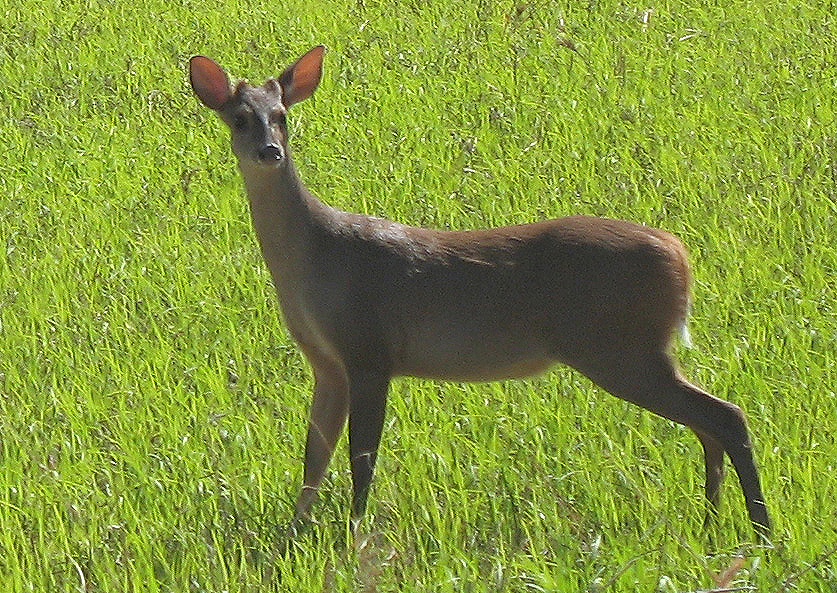
Большой мазама (Mazama americana)

Оба крупных вида распространены в равнинных лесах Америки.
- Большой мазама (Mazama americana) обитает в дождевых лесах от Мексики через Центральную Америку до Бразилии и Уругвая.
- Серый мазама (Mazama gouazoubira) отсутствует в Центральной Америке, в остальном его ареал совпадает с ареалом большого мазамы.

Остальные небольшие по размеру виды обитают в лесах на склонах Анд. При этом они поднимаются вплоть до высоты 5 000 м над уровнем моря.
- Рыжий мазама (Mazama rufina)
- Карликовый мазама (Mazama chunyi)
- Mazama bricenii
- Mazama nana
- Mazama bororo. Этот вид был впервые описан в 1996 году в прибрежных лесах юго-восточной Бразилии.